# 鈇鉞增一
鈇鉞增一，又名寶瓶座104，BD-18 6358，HD 222574、SAO 165836、HR 8982，是寶瓶座的一颗恒星，视星等为4.82，位于銀經59.4，銀緯-71.44，其B1900.0坐标为赤經23h 36m 34.3s，赤緯-18° -71.44′ 16″。